# Crestiano Toucas
Crestiano Toucas, plus connu en France sous le nom de Christian Toucas, est un accordéoniste, compositeur et arrangeur, né le 8 décembre 1971 à Gourdon.

## Biographie
Issu d’une famille d’origine portugaise, Crestiano Toucas apprend l’accordéon à l’âge de 7 ans, puis à 15 ans le saxophone au conservatoire de Brive-la-Gaillarde. Quelques années plus tard, c’est aux côtés d’Albert Hamman et Juan José Mosalini qu’il découvre et s’approprie l’univers sud-américain au bandonéon.
Son baccalauréat en poche, il quitte Souillac pour Paris, dans l’optique de gagner sa vie avec sa musique. Il participera aux master class du pianiste Michel Petrucciani, Daniel Goyone, Tonino Ferraguti ou encore Richard Galliano.
En 1993, il forme le Quatuor « Novidad ». Il reprend, avec un ensemble à cordes, les œuvres d’Astor Piazzolla puis joue ses propres compositions.
Par la suite, il accompagne Gilbert Laffaille pendant trois ans, mais aussi d'autres artistes en tournées, comme Patrick Jullian, Angelo Branduardi, Charles Dumont ou Michèle Bernard.
En 2003, il interprète la bande originale de Vladimir Cosma du film Albert est méchant d’Hervé Palud. Cette même année, il donne des cours et des séminaires (accompagnement, improvisation, exploration du soufflet) à l’école ATLA (école des Musiques Actuelles) à Paris.
En tant qu’arrangeur, il collabore notamment avec Leny Escudero, Francis Lemarque, Mathieu Faber, Franck Gergaud et Charles Dumont.
Certaines de ses compositions sont sélectionnées pour l’illustration musicale d’émissions de télévisions (Faut pas rêver, Thalassa) ou de spots publicitaires (Yves Saint Laurent, IBM, Thalys).

## Discographie

### Leader/Compositeur
- 1998 : Sceaux What (Toucas)
- 2004 : Erranza (Toucas, avec le guitariste Romane et le contrebassiste Pascal Berne)
- 2006 : Accordion Project (Luiz de Aquino et Christian Toucas)
- 2014 : Paris mon Amour (Christian Toucas)
- 2017 : Sangue Do Mar (Toucas Trio Vasco)[5]

### Co-Leader/Sideman
- 2003 : Bucarest Blues (Hùrlak)
- 2005 : 40° (Hùrlak)
- 2006 : Du Danube à la Méditerranée (Trio Elbasan)
- 2010 : Escales (Trio Elbasan)
- 2018 : Melting Pot (Trio Elbasan)

### Collaboration avec Frédéric Leibovitz éditions
- 1996 : Europe. Volume 1 (Compilation)
- 1998 : M Paris (Compilation)
- 2000 : Global Ethnic (Compilation)
- 2002 : Le voyage & l’exil (Compilation)
- 2003 : Out There Ailleurs (Compilation)
- 2005 : Accordéons d’ailleurs (Compilation)
- 2005 : Accordéons d’hier (Compilation)
- 2008 : Classical INDA MIX (Compilation)

### Sideman
- 1994 : Défense Gare aux Lions (comédie musicale de Michel Musseau sur un livret de Xavier Lacouture avec les voix de Georges Moustaki, Monica Passos)
- 1996 : Tout m’étonne (Gilbert Laffaille)
- 1996 : Une Vie (Leny Escudéro)
- 1997 : Chante la Liberté (Leny Escudéro)
- 1998 : Duende (Marie Josée Vilar)
- 1998 : Mr et Mme Lacombe (Les Jacques)
- 1999 : Le Tiers Amour (Leny Escudéro)
- 2000 : Résilience (Mathieu Faber)
- 2000 : Peau et Vent : La rencontre de Michel Ocelot (avec le percussionniste cubain Anga Díaz)
- 2000 : Où c’est ailleurs ? (Clarisse Lavanant)
- 2003 : Un après-midi sans histoire (Les Zèbres en Pyjama)
- 2003 : Comptine et chansons du papagaio de Magdaleine Lerasle
- 2004 : Esquina Do Tempo (Luiz de Aquino)
- 2005 : Charles Dumont l’Olympia (Charles Dumont)
- 2006 : Cœur Vagabond (Bìa)
- 2006 : Qu’est que je fais là ? (Philos)
- 2009 : Je t’invite… (Charles Dumont)
- 2010 : Décousus (La Clouée)
- 2010 : Harmonica Golden Mélodies (Michel Herblin)
- 2011 : Jazzarab (Mamia Cherif)
- 2012 : Au bout du Couloir (Mathieu Faber)
- 2012 : Nando (Stéphane Fernandez)
- 2014 : Lay Down (Michèle Molé)
- 2015 : Raan (Gulaan)
- 2015 : Mémorias Ibéricas (Serge Utgé-Royo)
- 2017 : Adoro Viajar (Zalyka)

## Musique de film[6]

### Compositeur
- 2011 : Dernier voyage improvisé de Julien Guiol

### Interprète et Coach
- 2003 : Albert est méchant d’Hervé Palud.

La bande originale est composée par Vladimir Cosma. Crestiano Toucas est le coach et doubleur de Michel Serrault pour les scènes d’accordéon.
- 2010 : Donnant Donnant d’Isabelle Mergault.

La bande originale est composée par Cecilem. Crestiano Toucas y est interprète et doubleur. Avant le tournage, il donne pendant plusieurs semaines des cours d’accordéon à Sabine Azéma pour la préparation de son personnage « Jeanne ».

## Musique de pièce radiophonique
- 2007 : L’écorce et le noyau de Jonathan Pontier, Radio France[8]

Cette composition obtiendra le Prix Italia de la composition internationale 2007  (avec le Saxophoniste Christophe Monniot)